# Költők és Írók
A Költők és Írók egy 20. század eleji magyar irodalomtörténeti könyvsorozat. A sorozatot a Kisfaludy Társaság megbízásából Ferenczi Zoltán irodalomtörténész szerkesztette, és 1907 és 1917 között jelent meg a Franklin-Társulat gondozásában. Az egyes kötetek terjedelme 150–160 oldal kellett, hogy legyen. A Kisfaludy Társaság vagyonának elapadásával a sorozat megszűnt.
Hatvany Lajos koncepció nélkülinek nevezte a sorozatot: „Az ily vállalat szerkesztőjének meg kellene találnia a gyűjtemény vezérlő szempontjait s e szempontok szerint dolgozó írókat. Ferenczi mulasztása mind a két téren s a Kisfaludy-társaság lelkiismeretlen jóváhagyása, arra mutatnak, hogy a sokat emlegetett múlt hagyományainak ápolását épp oly kevéssé bízhatjuk ily hivatalos ízű és akadémikus körökre, mint a jelen irodalmát.”

## Kötetei
- Császár Elemér: Kisfaludy Sándor. (4, 167 l.) 1910
- Csengeri János: Homeros. (4, 163, 1 l.) 1907
- Ferenczi Zoltán: Csokonai. (4, 160 l.) 1907
- Katona Lajos: Petrarca. (4, 163 l.) 1907
- König György: Alfred de Musset. (4, 167, 1 l.) 1910
- Radó Antal: Dante. (4, 143, 1 l.) 1907
- Szinnyei Ferenc: Arany János. (4, 166 l.) 1909
- Váczy János: Kazinczy Ferenc. (4, 188 l.) 1909
- Váradi Béla: Mikszáth Kálmán. (4, 190, 2 l.) 1910
- Barabás Ábel: Goethe. 1911. 166 l.
- Kéky Lajos: Tompa Mihály. A Kisfaludy-Társaságtól 1909-ben a Széher Árpád-díjjal jutalmazott pályamű. 1912. 192 l. 2.50
- Kéky Lajos: Baksay Sándor. 1917. 147 l.